# Erythrodontium vanderystii
Erythrodontium vanderystii är en bladmossart som beskrevs av Jules Cardot 1909. Erythrodontium vanderystii ingår i släktet Erythrodontium och familjen Entodontaceae. Inga underarter finns listade i Catalogue of Life.